# Халапа (департамент)
Халапа (ісп. Jalapa) — один з 22 департаментів Гватемали. Адміністративний центр — місто Халапа.

## Муніципалітети
Департамент поділяється на 7 муніципалітетів:
- Халапа
- Матакескуінтла
- Монхас
- Сан-Карлос-Альсатате
- Сан-Луїс-Хілотепеке
- Сан-Мануель-Чапаррон
- Сан-Педро-Пінула